# Arberella
Arberella is een geslacht uit de grassenfamilie (Poaceae). De soorten van dit geslacht komen voor in Zuid-Amerika.

## Soorten
De Catalogue of New World Grasses [11 december 2011] erkent de volgende soorten:
- Arberella bahiensis
- Arberella costaricensis
- Arberella dressleri
- Arberella flaccida
- Arberella grayumii
- Arberella lancifolia
- Arberella venezuelae